# Goffredo di Crollalanza
Goffredo di Crollalanza, conosciuto anche come Goffredo Crollalanza (Fermo, 19 febbraio 1855 – Bari, 17 gennaio 1905), è stato un genealogista, giornalista e araldista italiano.
È celebre per essere stato il secondo editore del periodico Annuario della nobiltà Italiana dal 1893 al 1904.

## Biografia
Figlio di Giovanni Battista di Crollalanza e di Teresa Zoli nacque da antica famiglia nobile di remote origini milanesi. Come il padre fu uno dei più celebri studiosi di araldica e genealogia italiane.
Fu segretario dell'Accademia italiana d'araldica, dopo aver vissuto diversi anni in Francia come giornalista e romanziere. Dopo la sua morte nel 1905, la direzione dell'Annuario della nobiltà Italiana venne assunta dal fratellastro Aldo di Crollalanza che firmò l'edizione del periodico fino al 1905, anno in cui non venne più pubblicato e terminò così la prima serie dell'opera.
Dal matrimonio con la pugliese Giuseppa Amalia Noya dei baroni di Bitetto ebbe il figlio Araldo, che avrebbe avuto diversi incarichi politici di primo piano durante il ventennio fascista e successivamente sarebbe stato senatore del Movimento Sociale Italiano.
È sepolto nel Cimitero Suburbano di Pisa.

## Opere
- Enciclopedia araldico-cavalleresca (1876-77)
- Les compagnons de la Chausse, 1880
- Le souper rouge, 1885
- con lo  pseudonimo di Ch. Montréal, Impressions d'Italie